# Melissodes lupina
Melissodes lupina es una especie de abeja del género Melissodes, tribu Eucerini, familia Apidae. Fue descrita científicamente por Cresson en 1879.

## Descripción
Mide 10 milímetros de longitud.

## Distribución
Se distribuye por América del Norte.